# Radio Aalsmeer
Radio Aalsmeer is de publieke lokale omroep van de Nederlandse gemeente Aalsmeer en omgeving, waaronder Kudelstaart. De zender verzorgt sinds 1991 radio-uitzendingen en wordt grotendeels draaiende gehouden door vrijwilligers.

## Geschiedenis
De oorsprong van Radio Aalsmeer ligt bij de etherpiraat Music Radio Aalsmeer (MRA), die actief was tussen 1981 en 1987 en illegaal uitzond vanuit een ketelhuis aan de Hornweg. Ondanks zijn clandestiene status besteedde de zender veel aandacht aan sport en cultuur. Na meerdere overheidsingrepen besloten drie initiatiefnemers een legale omroep op te richten. Op 3 oktober 1986 werd de Stichting Lokale Omroep Aalsmeer (SLOA) opgericht. De officiële opening van de studio aan de Dorpsstraat werd verricht door Ron Brandsteder. Met een representativiteitsverklaring van de gemeente Aalsmeer in 1988 en een kabelvergunning van het Commissariaat voor de Media kon de omroep officieel van start gaan. In 1990 werd de naam "Radio Aalsmeer" aangenomen.
Op 19 januari 1991 begonnen vrijwilligers met de bouw van de studio in de TV-studio van Joop van den Ende in Aalsmeer. Radio Aalsmeer huurde hiervoor een ruimte van circa 100 vierkante meter aan de achterzijde van het studiocomplex, met een eigen ingang aan de Weteringstraat. Een deel van de verbouwingskosten werd gefinancierd door de TV-studio. In oktober van dat jaar startte de omroep met uitzendingen vanuit de nieuwe locatie. 

## Studio's Aalsmeer
In 2013 verhuisde Radio Aalsmeer naar een nieuwe studio in het gebouw van Studio's Aalsmeer. Naast muziek biedt de zender een gevarieerd programma-aanbod, waaronder nieuws, sport, cultuur en lokale actualiteiten. In 2024 vierde Radio Aalsmeer haar 30-jarig jubileum en werd onder meer stilgestaan bij de rijke geschiedenis van het station.

### Programma's
Programma's op Radio Aalsmeer zijn onder andere Door de Mangel, Echt Esther, Aalsmeer Actueel, Business Lounge en Radio Aalsmeer Politiek. Muziekprogramma's zijn onder meer Lekker Hollands, Jazz met Kees Regter, Geen Stress Na Zes, Met Peter in de Ether en Intermezzo. Elektronische muziek komt aan bod in aparte uitzendingen zoals de Dakvanjehouse-mix en Harmonic Regatta. Daarnaast zijn er ook uitzendingen over sport, zoals Sport & Co.